# مدال بینگهام
مدال بینگهام جایزه‌ای است که هر سال به برجسته‌ترین مشارکت و نوآوری در علم رئولوژی اهدا می‌شود. اهدای این مدال از سال ۱۹۴۸ و توسط انجمن رئولوژی آغاز و به پاس قدردانی از زحمات یوجین بینگهام (۱۸۷۸–۱۹۴۵)، نام بینگهام بر روی این جایزه نهاده شد.

## فهرست برندگان
- ۱۹۴۸ ملوین مونی
- ۱۹۴۹ هنری ایرینگ
- ۱۹۵۰ دابلیو. اِف. فِیر
- ۱۹۵۱ پرسی ویلیام بریجمن
- ۱۹۵۲ اِی. نادای
- ۱۹۵۳ جاین دی. فِرِی
- ۱۹۵۴ تی. آلفِری
- ۱۹۵۵ اِچ. لیدرمان
- ۱۹۵۶ اِی. وی. توبولسکی
- ۱۹۵۷ کلارنس زنر
- ۱۹۵۸ رونالد ریولین
- ۱۹۵۹ ایگون اوروان
- ۱۹۶۰ بی. زیم
- ۱۹۶۱ دابلیو. آر. ویلتز
- ۱۹۶۲ دابلیو. فیلیپوف
- ۱۹۶۳ کلیفورد تروسدل
- ۱۹۶۴ جان بورگرز
- ۱۹۶۵ یوجین گوث
- ۱۹۶۶ پی.ای. روز
- ۱۹۶۷ اِچ. مارکویتز
- ۱۹۶۸ جِی. اِل. اریکسِن
- ۱۹۶۹ اِس. جی. ماسون
- ۱۹۷۰ آنتون پترلین
- ۱۹۷۱ اِی. اِس. لوج
- ۱۹۷۲ آر. اشتاین
- ۱۹۷۳ آر. سیما
- ۱۹۷۴ رابرت بایرون برد
- ۱۹۷۵ اِی. اِن. گنت
- ۱۹۷۶ اِل. ای. نیلسِن
- ۱۹۷۷ آرتور بی. متزنر
- ۱۹۷۸ تی. اِل. اسمیت
- ۱۹۷۹ دابلیو. دابلیو. گرازلی
- ۱۹۸۰ اِچ. برنر
- ۱۹۸۱ جِی. اِل. وایت
- ۱۹۸۲ ای.بی. بَگلی
- ۱۹۸۳ اِف. آر. ایریش
- ۱۹۸۴ بی.دی. کولمن
- ۱۹۸۵ آر. اِس. پورتر
- ۱۹۸۶ اِم. اِم. دِن
- ۱۹۸۷ سی. اِف. کورتیس
- ۱۹۸۸ دابلیو. آر. شووالتر
- ۱۹۸۹ آی. اِم کریگر
- ۱۹۹۰ جی.سی. بری
- ۱۹۹۱ اِل. جِی. زاپاس
- ۱۹۹۲ کِی. اِف. ویسبرون
- ۱۹۹۳ دی.دی. جوزف
- ۱۹۹۴ آندریاس آکریوس
- ۱۹۹۵ دی. جِی. پلاژِک
- ۱۹۹۶ اِچ. اِچ وینتر
- ۱۹۹۷ جرالد فولر
- ۱۹۹۸ جِی. اِم. دیلی
- ۱۹۹۹ دابلیو. بی. راسل
- ۲۰۰۰ گری لیل
- ۲۰۰۱ اِم. دوی
- ۲۰۰۲ آر.جی. لارسون
- ۲۰۰۳ جی. ماروچی
- ۲۰۰۴ سی. ماکسکو
- ۲۰۰۵ جِی. مویس
- ۲۰۰۶ آر.سی. آرمسترانگ
- ۲۰۰۷ جان اف. بریدی
- ۲۰۰۸ اِچ. سی. اوتینگر
- ۲۰۰۹ جی.بی. مک‌کِنا
- ۲۰۱۰ تی.سی.بی. مک‌لیش
- ۲۰۱۱ اریک اِس. جی. شاقفه
- ۲۰۱۲ رالف اِچ. کولبی
- ۲۰۱۳ گرت اِچ. مک‌کینلی
- ۲۰۱۴ نورمن جِی. واگنر
- ۲۰۱۵ هیروشی واتاناب